# Orientzomus luzonicus
Orientzomus luzonicus är en spindeldjursart som först beskrevs av Hansen 1905.  Orientzomus luzonicus ingår i släktet Orientzomus och familjen Hubbardiidae. Inga underarter finns listade i Catalogue of Life.